# Lamium amplexicaule
Lamium amplexicaule  (conocida según las regiones como zapatitos, conejitos u ortiga mansa, términos genéricos que designan a todas las especies de Lamium) es una especie de fanerógama herbácea, anual  nativa de las regiones cálidas y templadas de Eurasia; naturalizada con facilidad en América, se la considera una mala hierba por su agresivo crecimiento.

## Descripción
L. amplexicaule es una planta rastrera, anual, de hasta 25 cm de altura, con el tallo y hojas cubiertos de fina pubescencia. Las hojas son opuestas, redondeadas, con el margen lobulado, sésiles, con las inferiores tendiendo a la forma oval. Florece entre mediados de invierno y principios del verano, produciendo inflorescencias en verticiliastros con brácteas abrazadoras (de allí su nombre amplexicaule), formadas por flores hermafroditas, zigomorfas, de color morado, con el tubo de la corola largo de uno a dos centímetros como máximo, con labio superior galeado e inferior blanco moteado de púrpura. El cáliz lo forman cinco sépalos soldados.
Se propaga de forma silvestre en pastizales, campos y terrenos arados en toda Europa; tolera bien la sombra. Es una fuente importante de polen para las abejas melíferas, siendo una de las primeras flores que se abren en invierno.
La raíz y las hojas son comestibles y se han llegado a utilizar en ensaladas y ciertos dulces.

## Sinonimia
Lamium amplexicaule
- Pollichia amplexicaulis (L.) Willd., Fl. Berol. Prodr.: 198 (1787).
- Galeobdolon amplexicaule (L.) Moench, Methodus: 394 (1794).
- Lamiopsis amplexicaulis (L.) Opiz, Seznam: 56 (1852).
- Lamiella amplexicaulis (L.) E.Fourn., Ann. Soc. Linn. Lyon, n.s., 17: 134 (1869). 
  - var. allepicum (Boiss. & Hausskn.) Bornm., Beih. Bot. Centralbl. 22(2): 133 (1907). Sur de Turquía hasta Irán.
- Lamium aleppicum Boiss. & Hausskn. in P.E.Boissier, Fl. Orient. 4: 761 (1879).
  - var. amplexicaule. Eurasia, Macaronesia y Etiopía.
- Lamium mesogaeon Heldr. ex Boiss., Fl. Orient. 4: 760 (1879).
- Lamium rumelicum Velen., Fl. Bulg.: 649 (1891).
- Lamium mauritanicum Gand. ex Batt., Bull. Soc. Bot. France 56: lxx (1910).
- Lamium lassithiense Coustur. & Gand. in M.Gandoger, Fl. Cret.: 79 (1916).
- Lamium stepposum Kossko ex Klokov, in Fl. RSS Ukr. 9: 644 (1960). 
  - var. bornmuelleri Mennema, in Fl. Iran. 150: 330 (1982). Oeste de Asia.

- - var. incisum Boiss., Fl. Orient. 4: 761 (1879). Grecia hasta Irán.
- Lamium adoxifolium Hand.-Mazz., Ann. K. K. Naturhist. Hofmus. 27: 413 (1913).
  - var. orientale (Pacz.) Mennema, Leiden Bot. Ser. 11: 57 (1989). Ucrania al centro sur de la Rusia europea.
- Lamium orientale (Pacz.) Litv., Maevsh. Fl., ed. 7: 617 (1940), nom. illeg.
- Lamium paczoskianum Vorosch., Byll. Moskovsk. Obshch Isp. Prir., Otd. Biol., n.s., 52(3): 50 (1947).[1]

## Nombres comunes
- Castellano: alagüeña, chupón, chupones, conejito, conejitos, flor rubí, gallitos, gargantilla, lamio, manto de la Virgen, minutisa, ortiga muerta, ortiga muerta menor, tirarrina, zapaticos del Señor, zapatitos de la Virgen.[2]